# Metallurgičeskij zavod "Krasnyj Oktjabr'"
La Metallurgičeskij zavod "Krasnyj Oktjabr" (in russo Металлургический завод «Красный Октябрь»?, lett. "Fabbrica metallurgica «Ottobre Rosso»") è un impianto industriale, sita a Volgograd, in Russia, importante soprattutto per la sua produzione di acciai speciali per le costruzioni meccaniche. 
Dopo essere stata fortemente potenziata durante il primo piano quinquennale, venne quasi completamente distrutta nella battaglia di Stalingrado del 1942-43, durante la quale si svolsero combattimenti di estrema violenza tra soldati tedeschi e sovietici all'interno degli impianti della fabbrica; rapidamente ricostruita e riattivata, riprese un ruolo importante nell'economia dell'Unione Sovietica e poi della Russia nel campo del settore siderurgico. 

## Storia
La fabbrica metallurgica venne fondata il 30 aprile 1897 dalla cosiddetta "Società per azioni Ural-Volga" di proprietà principalmente francese, con lo scopo di attivare nella città di Caricyn un centro di produzione dell'acciaio; nel novembre 1898 venne messo in funzione il primo Forno Martin-Siemens. 
Dopo la caduta dell'Impero zarista e la Rivoluzione d'Ottobre, lo stabilimento metallurgico "Ural-Volga" assunse il nuovo nome rivoluzionario di zavod "Krasnyj Oktjabr'" (Fabbrica "Ottobre Rosso") e divenne uno dei centri siderurgici fondamentali sviluppati dalla nuova dirigenza dell'Unione Sovietica per potenziare in modo radicale la base industriale del paese. Nel corso del primo piano quinquennale, l'impianto di Caricyn, che nel 1925 era diventata Stalingrado, venne quindi ampliato e trasformato in una moderna acciaieria a forni elettrici in grado di produrre l'acciaio speciale di alta qualità necessario per le costruzioni meccaniche di autoveicoli, macchine agricole e altri mezzi di trasporto, compresi equipaggiamenti militari. La grande acciaieria era situata nella zona più a sud del grande quartiere industriale che stava sorgendo nella parte settentrionale di Stalingrado. In parte l'acciaio speciale della Fabbrica "Ottobre Rosso" era inviato, per la produzione di macchine agricole, nella vicina Fabbrica di trattori, attivata sempre nel corso del primo piano quinquennale. 

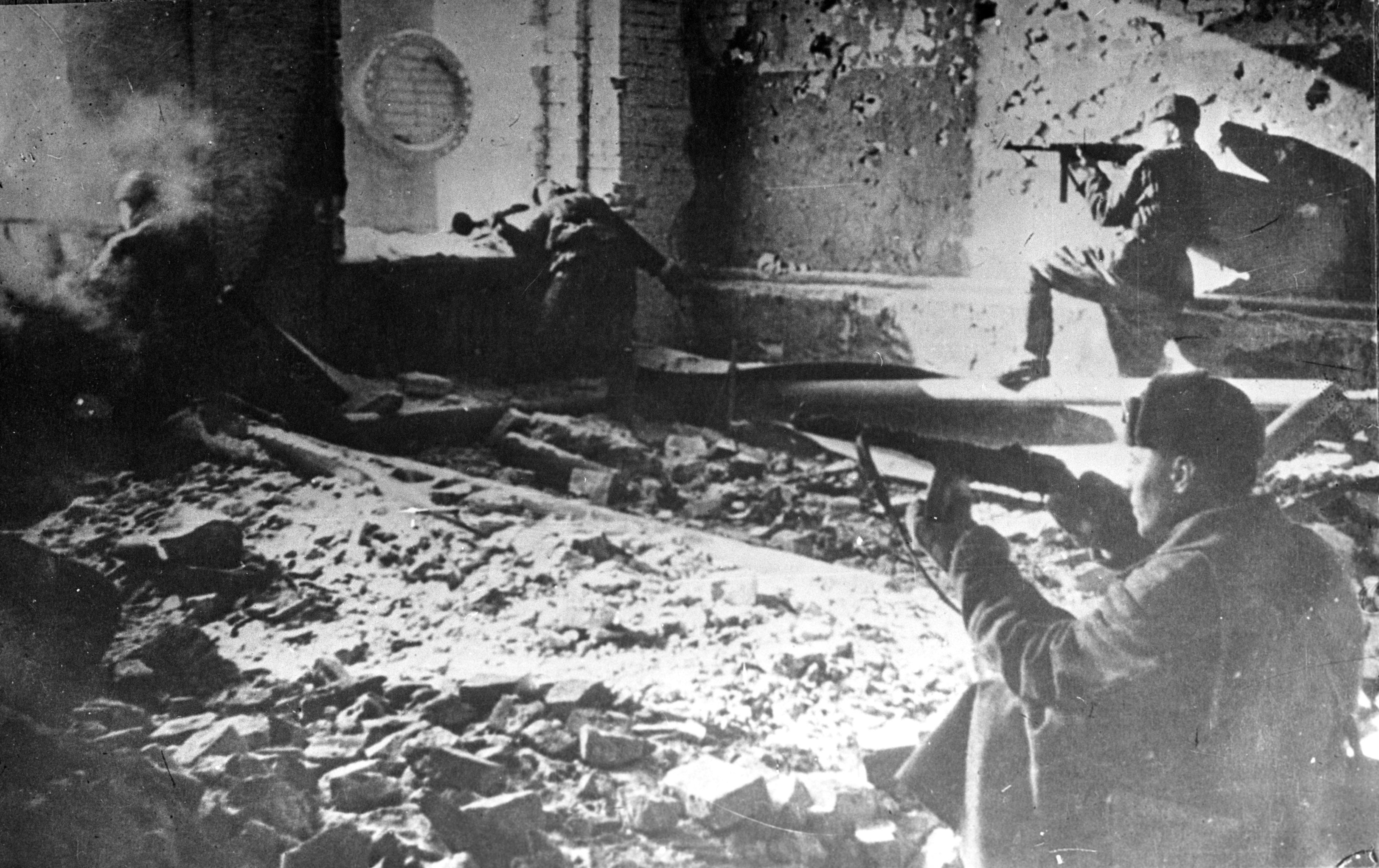
Soldati sovietici in azione all'interno dello stabilimento "Ottobre Rosso" durante la battaglia di Stalingrado.

Negli anni trenta la fabbrica "Ottobre Rosso" incrementò costantemente l'attività produttiva in linea con le campagne stacanoviste promosse da Stalin; alla vigilia della seconda guerra mondiale, l'impianto era il più importante centro dell'Unione Sovietica per la produzione di acciaio speciale e forniva il 9% di tutto il materiale della siderurgia impiegato dall'industria degli armamenti. Dopo l'inizio dell'Operazione Barbarossa, nel giugno 1941, il sistema industriale sovietico entrò sul piede di guerra e potenziò al massimo la produzione di mezzi corazzati; a Stalingrado venne iniziato l'assemblaggio di mezzi corazzati nella Fabbrica di trattori e la "Ottobre Rosso" attivò la sua produzione di acciaio speciale per rifornire gli stabilimenti meccanici. Nell'estate 1942 però l'esercito tedesco riprese l'avanzata nella Russia meridionale, mettendo in pericolo la stessa Stalingrado che venne raggiunta e attaccata dalle truppe tedesche il 23 agosto 1942, segnando l'inizio della lunga e accanita battaglia di Stalingrado. 

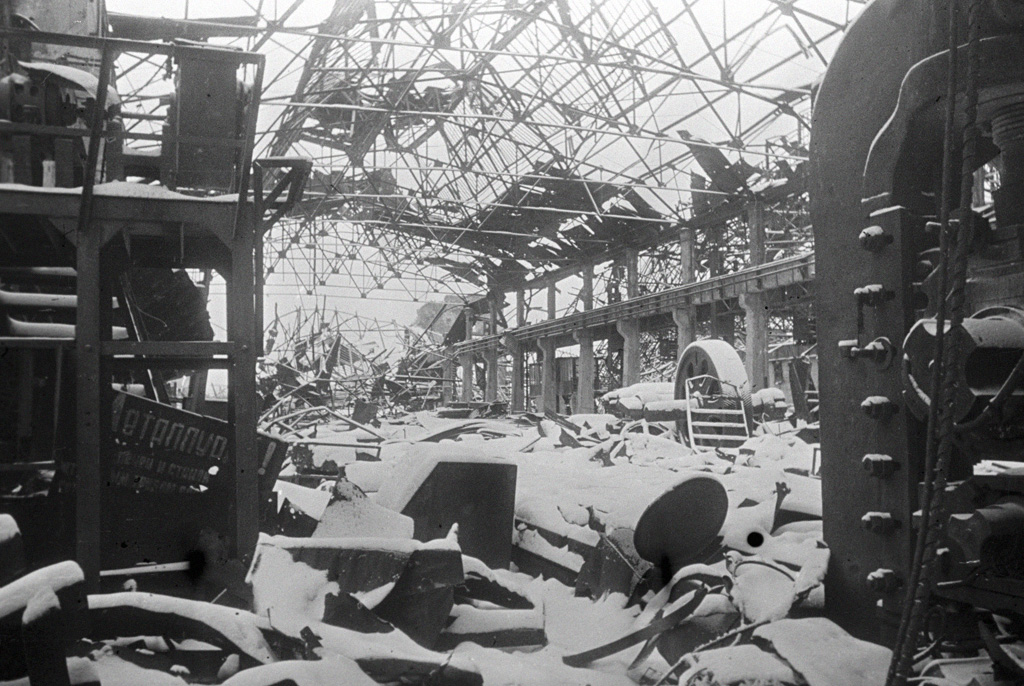
Le rovine della Fabbrica "Ottobre Rosso", durante la battaglia di Stalingrado.

Durante la battaglia, l'impianto "Ottobre Rosso" fu teatro di violentissimi combattimenti tra le forze dell'Armata Rossa e della Wehrmacht; la fabbrica, difesa principalmente dai resti della 39ª Divisione fucilieri delle guardie dell'Armata Rossa, venne attaccata a partire dalla seconda metà del mese di ottobre 1942 dalla 79ª Divisione di fanteria tedesca supportata da unità specializzate di pionieri d'assalto. I combattimenti si prolungarono fino alla seconda metà di novembre ma alla fine gli attacchi tedeschi furono respinti con forti perdite per entrambe le parti. Le truppe della Wehrmacht riuscirono ad entrare nello stabilimento ma i sovietici contrattaccarono e mantennero il controllo dell'officina dei Forni Martin-Siemens. Dopo il pieno successo dell'operazione Urano, la situazione delle truppe sovietiche asserragliate nella fabbrica "Ottobre Rosso" migliorò, e i soldati della 39ª Divisione fucilieri delle guardie a dicembre 1942 riuscirono a riguadagnare alcune posizioni all'interno dello stabilimento in rovina. I tedeschi non riuscirono mai a conquistare completamente la fabbrica e alla fine di gennaio 1943 le truppe superstiti della 6. Armee si arresero e i sovietici liberarono tutta l'area di Stalingrado. La fabbrica "Ottobre Rosso" era completamente devastata come l'intera città, ma i lavori di ricostruzione ripresero presto e già nell'estate del 1943 l'impianto, sotto la direzione di  Parujr Apetnakovič Matevosân, riattivò un forno per la fusione dell'acciaio e un laminatorio.
Nel dopoguerra lo stabilimento venne ricostruito, riorganizzato e potenziato; nel 1986 la fabbrica "Ottobre Rosso" raggiunse il massimo potenziale produttivo, essendo in grado di fornire 2 milioni di tonnellate di acciaio speciale all'anno e 1,5 milioni di tonnellate di laminati; l'impianto forniva il 12% dell'intera produzione di acciai di alta qualità dell'Unione Sovietica, con percentuali del 14% per gli acciai inossidabili, e del 52% per l'acciaio rifuso. La "Ottobre Rosso" produceva circa 500 qualità diverse di acciaio pregiato per le costruzioni meccaniche.

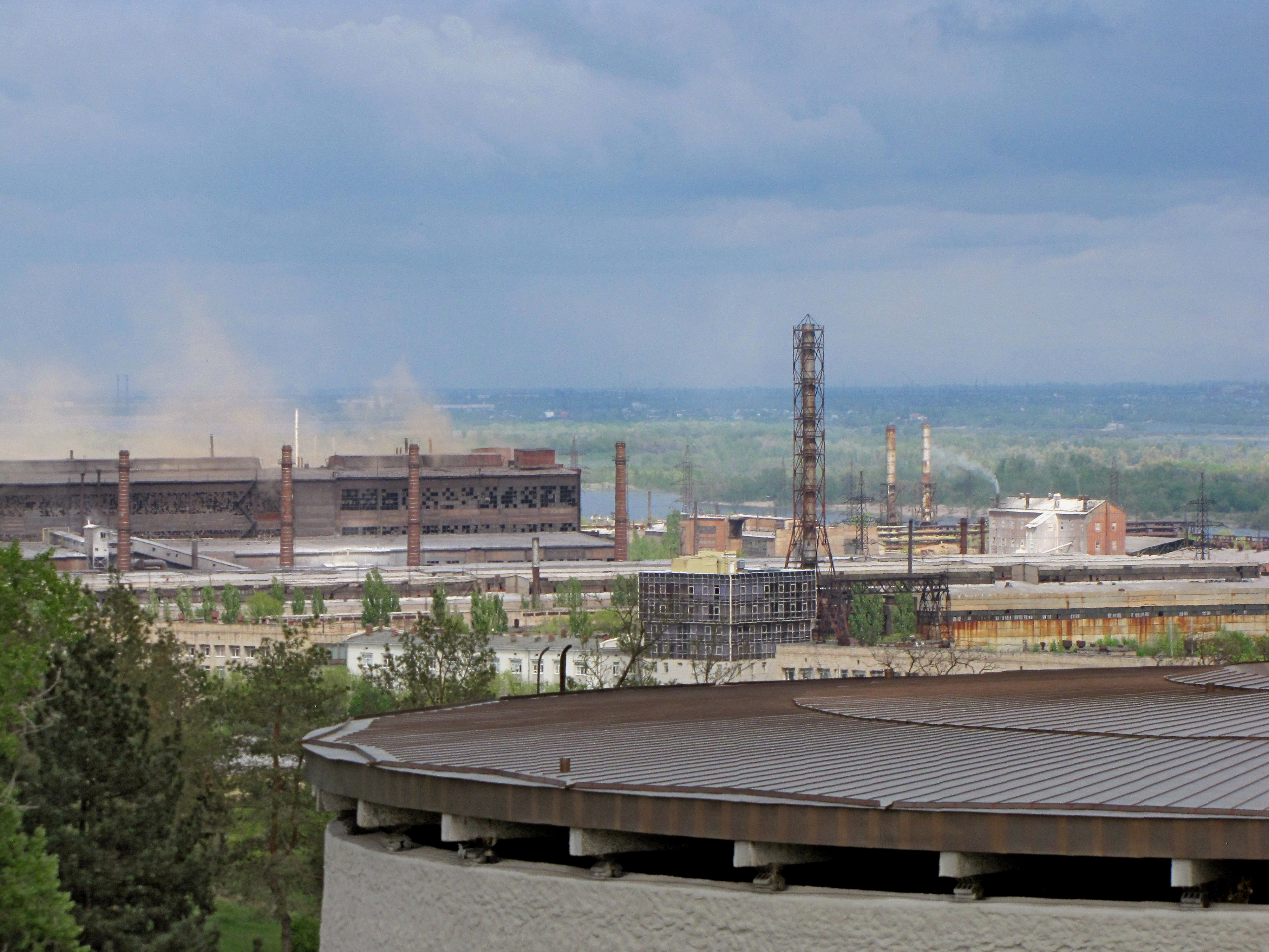
Veduta panoramica degli impianti della "Ottobre Rosso".

Per la sua storia e per i risultati industriali raggiunti, lo stabilimento è stato insignito dell'Ordine di Lenin nel 1939 e dell'Ordine della Bandiera rossa del lavoro nel 1948; nel 1985, lo stabilimento metallurgico di Volgograd "Ottobre Rosso" ricevette anche l'Ordine della Guerra Patriottica di 1 ° grado, per i servizi resi durante la seconda guerra mondiale.
Dopo la dissoluzione dell'Unione Sovietica, la storia della Fabbrica "Ottobre Rosso" è stata particolarmente difficile; dopo la privatizzazione e la trasformazione in società per azioni, lo stabilimento è passato sotto il controllo di diversi proprietari che si sono succeduti negli anni senza riuscire a stabilizzare la situazione aziendale e garantire lo sviluppo dell'attività industriale. Prima della crisi economica del 2008, la fabbrica era in fase di ristrutturazione e stava espandendo la sua attività nella produzione di acciai speciali con buoni risultati produttivi de elevata qualità dei suoi prodotti. L'impianto impiegava in questo periodo oltre 8.000 persone. Negli anni successivi alla crisi economica del 2008, la situazione dell'azienda, inserita nel gruppo Russpetsstal, è peggiurata con un primo fallimento nel 2009 a cui sono seguite inchieste giudiziarie con incriminazione di dirigenti. La produzione non è stata però arrestata, e nel 2013 il nuovo proprietario Dmitrij Gerasimenko, associato al gruppo siderurgico ucraino  Dneprospetsstal e alla fabbrica metallurgica per acciai speciali di Zlatoust, ha iniziato un programma di ristrutturazione finanziaria e riorganizzazione produttiva che tuttavia non ha avuto successo. Nel 2017 si è verificato un nuovo fallimento e Gerasimenko è stato incriminato dalle autorità russe e inserito nella lista dei ricercati internazionali. 
Nonostante questi problemi finanziari e amministrativi, la Fabbrica "Ottobre Rosso", che nel 2023 ha impiegato circa 4.000 dipendenti, ha continuato l'attività produttiva di acciai speciali, procedendo all'ammodernamento degli impianti. Con l'inizio della guerra tra Russia e Ucraina, sono fortemente aumentate le richieste del complesso militare-industriale russo di prodotti siderurgici di alta qualità per la produzione di armamenti e lo stabilimento di Volgograd è impegnato in un difficile programma di potenziamento produttivo.